# Чечёра (микрорайон)
Чечёра — микрорайон Южного Бутова ЮЗАО города Москвы.
Назван по реке Чечёра — левому притоку Цыганки.
Ранее микрорайон, скорее всего, входил в состав села Чернево.

## Описание
Инфраструктура слабо развита. На территории Чечёры располагается школа № 1980. Около северной границы микрорайона расположена церковь Введения во храм Пресвятой Богородицы в Черневе. На западной границе находится поликлиника № 121, на южной границе разбит Сквер 55-летия победы в Великой Отечественной войне.